# Radelfingen
Radelfingen est une commune suisse du canton de Berne, située dans l'arrondissement administratif du Seeland.

## Histoire
Radelfingen fait partie de la seigneurie puis bailliage d'Oltigen jusqu'en 1483.